# Municipio de Barren (condado de Independence)
El municipio de Barren (en inglés: Barren Township) es un municipio ubicado en el condado de Independence en el estado estadounidense de Arkansas. En el año 2010 tenía una población de 1483 habitantes y una densidad poblacional de 14,12 personas por km².

## Geografía
El municipio de Barren se encuentra ubicado en las coordenadas 35°53′59″N 91°32′32″O / 35.89972, -91.54222. Según la Oficina del Censo de los Estados Unidos, el municipio tiene una superficie total de 105.02 km², de la cual 104,78 km² corresponden a tierra firme y (0,23 %) 0,24 km² es agua.

## Demografía
Según el censo de 2010, había 1483 personas residiendo en el municipio de Barren. La densidad de población era de 14,12 hab./km². De los 1483 habitantes, el municipio de Barren estaba compuesto por el 96,63 % blancos, el 0,94 % eran afroamericanos, el 0,61 % eran amerindios, el 0,27 % eran asiáticos, el 0,61 % eran de otras razas y el 0,94 % eran de una mezcla de razas. Del total de la población el 1,55 % eran hispanos o latinos de cualquier raza.